# Rossdorf
Rossdorf fue una población alemana, hoy despoblada, situada al noroeste de Lutherstadt Eisleben, en el actual estado de Sajonia-Anhalt.

## Variantes del topónimo
En las fuentes documentales el término aparece escrito de diferentes maneras: se le mencionó por primera vez en 1121 como Rothardesdorph; aparece en 1191 como Rothardestorp; en 1229 como Rodherdstorp; alrededor de 1250 como Rotardesdorff; en 1331 como Rossendorp y en 1579 como Rostorff. El último documento es de 1609, donde figura como Rossdorf.

## Historia
Entre 1234 y 1258 estuvo aquí instalado el monasterio femenino de la Asunción de la Virgen, que había sido fundado en 1229 por Burchard, conde de Mansfeld, y su mujer Elisabeth von Schwarzburg. En aquel primer momento el monasterio se encontraba próximo a la residencia condal, el castillo de Mansfeld. En 1234, la viuda del conde Burchard trasladó el monasterio a Rossdorf, e ingresó en él como monja. Allí murió en 1240. En 1258, dada la escasez de agua que padecía, el monasterio se trasladó de nuevo, esta vez a Helftaen tiempos de la abadesa Gertrudis de Hackeborn.
En 1362, Rossdorf (como el resto de poblaciones circundantes) fue saqueado por Federico III de Turingia, lo que hizo que muchos de sus habitantes se trasladaran a Eisleben, a lo que se llamó entonces Neue Dorf (Pueblo Nuevo). 
Rossdorf finalmente quedó completamente despoblado, seguramente por la falta de agua.